# Manuel Lisa
Manuel Lisa Rodríguez (Nueva Orleans, 8 de septiembre de 1772 - San Luis, Misuri, 12 de agosto de 1820) fue un destacado comerciante de pieles, explorador y pionero norteamericano de origen español. Fue el fundador e impulsor de la «Compañía de piel de Misuri» (Missouri Fur Company), y el más conocido explorador en su época del territorio de Luisiana. Además del comercio de pieles, Lisa fue muy influyente entre las tribus indias de la región del alto río Misuri y estableció puestos fronterizos en los actuales estados de Montana y Dakota del Norte. Estuvo casado con la hija de un jefe del pueblo omaha y con la primera mujer blanca en navegar el curso alto del río Misuri. Obtuvo el título de agente indio y ayudó a que, en la guerra anglo-estadounidense de 1812, muchas naciones indias fueran aliadas de los estadounidenses contra los británicos. Con sus descubrimientos, Lisa se convirtió en uno de los fundadores de la Senda de Oregón y un pionero de lo que muy poco después sería el Viejo Oeste americano.

## Biografía
«Creo que he recorrido una gran distancia, mientras otros están decidiendo si empezar su viaje hoy o mañana».
I find that I have travelled a great distance while others are deciding whether to start their journey today or tomorrow.
Manuel Lisa

### Primeros años y familia
Manuel Lisa nació el 8 de septiembre de 1772 en Nueva Orleans, cuando esta ciudad era aún la capital de la extensísima y entonces poco explorada Luisiana española. Se conoce poco de los primeros años de Lisa. Su padre, Cristóbal de Lisa, había nacido en la región de Murcia, España, mientras que su madre, María Ignacia Rodríguez, era natural de San Agustín (Florida). Manuel tuvo, al menos, un hermano mayor, Joaquín Lisa, con quien mantuvo una estrecha relación en sus años de juventud. Es probable que el padre de ambos, Cristóbal, un funcionario del gobierno colonial, llegase a la Luisiana española al servicio de Alejandro O'Reilly en 1769.
En 1789, Lisa, siendo todavía muy joven y gracias a su condición social y al respaldo financiero de su familia, ya estaba comerciando junto a su hermano Joaquín en el río Misisipí en Nueva Madrid (hoy en el estado de Misuri), ya que el puerto de Nueva Orleans tenía una gran pujanza. En esos años, muchos comerciantes llevaban pieles a Nueva Orleans para comerciar con mercancías importadas del extranjero, así como con aquellas que se obtenían en la colonia. La siguiente mención de Lisa le ubica de nuevo en Nueva Madrid, después de haber regresado de comerciar a lo largo del río Wabash.
En 1796 Lisa se casó con Polly Charles Chew, una joven viuda de Nueva Orleans, con la que tuvo tres hijos. A finales de siglo había adquirido una embarcación con la que operaba y comerciaba a lo largo del río Misisipi. En 1799 solicitó una concesión de tierras en Misuri, de acuerdo con su carta al gobernador, «en una de las orillas del río Misuri, en un lugar donde se pueden encontrar algunos pequeños arroyos que desembocan en dicho río, con el fin de facilitar la cría de ganado, y con el tiempo, para poder hacer envíos de carne salada y seca a la capital». Obtuvo la concesión y él y su esposa se trasladaron a San Luis, donde adquirieron una casa en la Second Street, cerca del río.

### Primeras incursiones
El traslado a San Luis fue motivado probablemente por su deseo de entrar en el comercio de pieles allí y, hacia 1802, ya había obtenido de las autoridades francesas un monopolio para el comercio con la nación india de los osage (el antiguo monopolio de Auguste Chouteau, primer colono de San Luis). Después de la compra de la Luisiana por los Estados Unidos, todo el territorio al oeste del Misuri, hasta las Montañas Rocosas, pasó a ser territorio estadounidense. El presidente Thomas Jefferson organizó la expedición de Lewis y Clark para reconocer la parte norte del país y en la temporada de 1803-04 Lisa participó como asesor en los preparativos de la expedición y en proporcionarles suministros. Sin embargo, la relación de Lisa con el nuevo gobierno no se consolidó, probablemente a causa de su rivalidad con Pierre Chouteau, un destacado miembro de la familia fundadora, que había conseguido una posición como agente indio del gobierno estadounidense.
El temperamento y personalidad de Lisa también provocaron tensiones con James Wilkinson, el entonces gobernador del territorio de Luisiana de los EE. UU. Wilkinson (que más tarde resultó ser un agente secreto de la Corona española) también denegó los intentos de Lisa para crear nuevas rutas comerciales con Santa Fe, Nuevo México, y en ese esfuerzo también advirtió a Zebulon Pike, durante la Expedición Pike de 1806, para que evitase cualquier intento de Lisa de hacer conexiones en Santa Fe.

### Expedición de 1807
Después de haber sido bloqueado por el gobierno y la familia Chouteau, Lisa comenzó a organizar a partir de 1807 una expedición comercial anual para la recogida de pieles en la región del curso superior del río Misuri. En la primera expedición, que partió en abril de 1807, Lisa y su compañía de 42 hombres se trasladaron por el Misuri hasta llegar a la desembocadura del río Yellowstone. Después de remontar el Yellowstone unas 170 millas, el 21 de noviembre Lisa estableció un puesto comercial —llamado Fort Raymond, o Rémon, por su hijo, pero que era conocido comúnmente como Fuerte Manuel—, en la desembocadura del río Bighorn, actual estado de Montana). Fue el primer puesto de avanzada en la región del alto Misuri. En esa época Lisa ya intentó enseñar a los indios dacota (siux) la agricultura. Le acompañaron en esta expedición algunos de los más famosos tramperos de su tiempo, como John Colter, George Drouillard o Benito Vázquez
A uno de los miembros de su partida, John Colter, se le encomendó explorar y comerciar con la cercana tribu de los pies negros, y fue durante esa exploración el primer europeo que vio lo que hoy es conocido como el Parque nacional Yellowstone, describiendo las fumarolas del epónimo Colter's Hell (infierno de Colter).
En julio de 1808, Lisa partió de los puestos (dejando atrás a un pequeño número de hombres) después de una temporada de éxito comerciando. Aunque las operaciones en la zona resultaron rentables para Lisa, el puesto de avanzada sufrió frecuentes ataques de la cercana tribu de pies negros. Durante esos años de expediciones, su esposa e hijos se quedaron en San Luis.

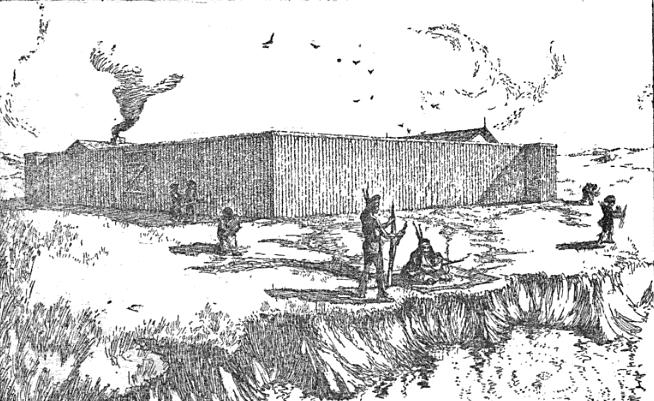
Esbozo del Fort Lisa de Dakota del Norte.

### Creación de la Compañía de piel de Misuri
Tras su regreso a San Luis en agosto de 1808, Lisa ayudó a fundar la «Compañía de piel de Misuri» (Missouri Fur Company) (a veces referida «Compañía de piel de San Luis Misuri», St. Louis Missouri fur Company), una empresa conjunta con Pierre Chouteau, Sr., Jean-Pierre Chouteau, William Clark, Andrew Henry, y otros comerciantes de San Luis, para tratar con todas las tribus indias situadas a lo largo del norte del actual Misuri y Kansas y competir con las compañías peleteras rivales de John Jacob Astor, la Pacific Fur Company o la American Fur Company. La compañía fue creada como un trust temporal por sus fundadores, diseñada para concluir o reorganizarse pasados tres años. En la primavera de 1809, en su primera expedición para la nueva compañía, Lisa encabezó un grupo de 350 hombres y regresó a Fort Raymond, transfiriendo sus contenidos a la nueva compañía, y abandonó el puesto. Luego construyó «Fort Lisa» (1809-12, también conocido como «Puesto Comercial Fuerte Manuel Lisa», Fort Manuel Lisa Trading Post), cerca de una aldea de gros ventres entre la desembocadura del río Pequeño Misuri y el río Knife, en lo que ahora es Dakota del Norte. Después de que se construyese el nuevo fuerte, Lisa regresó a San Luis en octubre de 1809. Al año siguiente, remontó de nuevo el río hasta Fort Lisa, realizando más operaciones de comercio allí y regresando a San Luis ese mismo otoño.
En abril de 1811, Lisa comenzó una expedición final para la recién creada Missouri Fur Company con dos objetivos: localizar al entonces perdido socio y comerciante de pieles Andrew Henry y transportar las propiedades de la compañía a San Luis. Esta expedición se hizo famosa en su día porque las barcazas de la compañía que remontaban el Misuri lograron alcanzar y superar a la expedición rival que había partido tres semanas antes, la expedición de Astor, dirigida por William Price Hunt, para la American Fur Company. La expedición de Astor pasó luego por Fort Lisa y el propio Lisa permaneció entre las tribus arikara y mandan hasta que Henry volvió río abajo, y juntos regresaron a San Luis a finales de 1811.
Cuando la Missouri Fur Company fue reorganizada durante el invierno de 1811-12 y varios miembros fundadores abandonaran, Manuel Lisa encabezó la empresa. (Después de 1814 se le cambió el nombre a «Manuel Lisa y Compañía» (Manuel Lisa and Company.)
Lisa desempeñó el papel de liderazgo de la compañía. En mayo de 1812 Lisa volvió río arriba de nuevo hasta Fort Lisa, comerciando allí hasta su regreso a San Luis el 1 de junio de 1813. En esa temporada, en 1812, estableció otro nuevo fuerte río abajo, también llamado Fort Lisa, el segundo, en lo que hoy es el North Omaha, aproximadamente a unas 12 millas al norte de la actual ciudad de Omaha (Nebraska). Lisa se convirtió así en el primer colono estadounidense de Nebraska y ese puesto de avanzada se convirtió durante una década en uno de los más importantes de la región. Ese año Lisa estaba presente en Fort Lisa (Dakota del Norte), cuando Sacagawea, la intérprete y guía de la expedición de Lewis y Clark, falleció en el fuerte el 20 de diciembre de 1812 y fue enterrada allí.

### Guerra de 1812-15
Poco después de la partida de Lisa, en junio de 1812 el Congreso de los EE. UU. votó a favor de declarar la guerra al Reino Unido, la ahora conocida como guerra anglo-estadounidense de 1812. Después de su regreso a San Luis en 1813, Lisa temía que agentes británicos alentasen a las tribus del Misuri superior para que atacasen los asentamientos a lo largo de Luisiana. La guerra perturbó el comercio de pieles, ya que interrumpió el comercio con las tribus que fueron aliadas de los ingleses en Canadá y cerca de la frontera. Ambas partes asaltaron los puestos de los demás, ya que sus depósitos almacenaban valiosos bienes y pieles y el Fort Lisa (de Dakota del Norte), fue quemado en 1813. Esto hacía imposible cualquier intento de Lisa para continuar con el comercio en esa época. Sin embargo, a principios de 1814, William Clark, por entonces ya gobernador del Territorio de Misuri, nombró a Lisa subagente indio de las tribus situadas por encima de la desembocadura del río Kansas, lo que le proporcionó un salario de $548. Lisa a continuación, partió para Fort Lisa (Nebraska), donde se aseguró alianzas entre los Estados Unidos y las tribus del Misuri y organizó partidas de guerra contra las tribus aliadas de los británicos. Mientras intentaba obtener esas alianzas, Lisa tomó otra esposa, Mitain, en 1814 (aunque seguía estando casado con su primera mujer), que era la hija de uno de los líderes del pueblo omaha. De esta unión nacieron dos niños (una hija en 1816 y un hijo en 1817) que Lisa reconoció en su testamento como «hijos naturales». Los matrimonios entre comerciantes de pieles, en general hombres de buena posición social, como Lisa, y mujeres nativas, a menudo hijas de los jefes, profundizaban sus alianzas y lazos. En los primeros años del establecimiento de los puestos comerciales, los comerciantes de pieles y sus familias, y los nativos de alto nivel, integraban la clase dominante sobre los trabajadores euro-americanos, mestizos y descendientes indígenas.
Más tarde, el gobierno de los EE. UU. reconoció sus esfuerzos como de un «gran servicio previniendo la influencia británica». Después de que terminase la guerra en 1815, Lisa llevó a cabo otra vez expediciones comerciales anuales, permaneciendo cada invierno en Fort Lisa.
Después de la guerra, el gobierno estadounidense intentó ejercer más control sobre los nativos americanos. Estaban preocupados porque los británicos fomentaban entre ellas disturbios que alcanzaban ya el norte y noroeste. Comenzaron a nombrar a sus propios agentes indios, y en algunas zonas militares construyeron fuertes a lo largo de la frontera norte, por ejemplo, un fuerte en 1820 en Sault Ste. Marie (Míchigan).

### Años posteriores
Después de la guerra la reputación de Lisa en San Luis había mejorado como resultado de sus esfuerzos. Esa mejora le permitió cultivar la amistad de los miembros de la elite gobernante de San Luis, incluyendo Edward Hempstead y Thomas Hart Benton. En el otoño de 1817, murió su primera esposa (Polly) mientras se encontraba en Fort Lisa. A su regreso en el verano del siguiente año, el 5 de agosto de 1818, Lisa se casó con otra viuda, Mary Hempstead, hermana de Edward Hempstead. Después de un año en San Luis, Lisa y Mary se trasladaron durante el invierno de 1819-20 a Fort Lisa en Nebraska, siendo probablemente la primera mujer blanca que remontó el río Misuri. El Western Engineer, dirigido por Stephen Harriman Long, llegó a fuerte Lisa en 1819 y fue el primer vapor que surcó el río Misuri. A bordo del buque iban el general Henry Atkinson y el capitán Stephen Watts Kearny, importantes hombres en el futuro desarrollo del Oeste estadounidense (más tarde, dos fuertes en el territorio de Nebraska fueron nombrados en su honor, fuerte Atkinson y fuerte Kearny). Ese invierno la expedición de Long acampó a una milla y media al norte de Fort Lisa.
Cuando él y su esposa llegaron, Lisa envió a su segunda esposa Mitain a distancia (aunque no después de exigir y ser negada la custodia de sus dos hijos con Mitain).
En el momento de esta expedición, ya había desarrollado fuertes relaciones con los pueblos omaha, ponca, sioux Yankton y sioux Teton, mandan y arikara. Aunque Lisa regresó a San Luis en buen estado de salud en abril de 1820, enfermó después de su regreso. Una enfermedad desconocida le causó la muerte en Sulphur Springs (en la actualidad dentro de la ciudad de San Luis) el 12 de agosto de 1820, y fue enterrado en el cementerio de Bellefontaine, en el terreno de la familia Hempstead. A pesar de que su fortuna le permitió dejar $2000 para cada uno de sus hijos hasta que alcanzasen la edad adulta, no hay pruebas de que se llevase a cabo, y es probable que dejase pocos bienes en herencia.
Después de su muerte, Joshua Pilcher se hizo cargo de la presidencia de la Missouri Fur Company y de dirigir fuerte Lisa, que cerró en 1823, después de que se construyese el Puesto de Pilcher (Pilcher's Post) aguas abajo, en lo que luego se convertirá en Bellevue. La compañía continuó en el negocio bajo varios nombres hasta alrededor de 1830, cuando se disolvió después de que la American Fur Company de John Jacob Astor lograse monopolizar ya ese año el comercio en pieles de Estados Unidos.

## Cultura popular
La figura de Manuel Lisa pasó durante décadas olvidada o apenas mencionada en documentales y pequeños textos divulgativos. No obstante, las expediciones de Lisa quedan fielmente reflejadas en la novela histórica Senderos salvajes (Ediciones Pàmies, 2020) del autor español Santiago Mazarro. Así mismo, varios medios han encontrado similitudes entre la vida de Lisa y la de diversos personajes ficticios, entre otros, el protagonista de la serie Taboo, de HBO.  La propia HBO, está pendiente de confirmar la aparición de Manuel Lisa en la miniserie Lewis and Clark. Lisa aparece también como personaje secundario en las novelas Sing-Talker y The Mystery of John Colter (2016). En la localidad de San Luis aún puede visitarse el monumento erigido en su honor en el cementerio de Bellefontaine, del mismo modo que se conservan las cartas, diarios y contratos del expedicionario en la colección permanente de la Missouri Historical Society.